# لوییس مانوئل فریرا

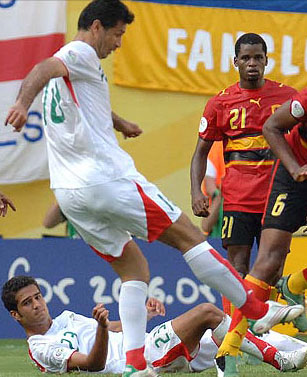
لوییس مانوئل فریرا (پیراهن سرخ) - ۲۰۰۶

لوییس مانوئل فریرا (انگلیسی: Luís Manuel Ferreira Delgado؛ زادهٔ ۱ نوامبر ۱۹۷۹) بازیکن فوتبال بازنشسته اهل آنگولا است.
از تیم‌هایی که در آنها بازی کرده است می‌توان به باشگاه فوتبال گنگام و باشگاه فوتبال متز اشاره کرد.